# 苍山虎耳草
蒼山虎耳草（学名：Saxifraga tsangchanensis）为虎耳草科虎耳草属下的一个种。

## 扩展阅读
- 維基物種上的相關：苍山虎耳草